# World War III: Black Gold
World War III: Black Gold là một trò chơi máy tính thuộc thể loại chiến lược thời gian thực lấy bối cảnh giả tưởng về cuộc chiến tranh thế giới thứ ba do hãng Reality Pump phát triển và JoWood Productions phát hành vào năm 2001.

## Cốt truyện
Câu chuyện bắt đầu xảy ra khi Viện Nghiên cứu Địa lý Quốc gia Mỹ đưa ra một thông tin mật cho chính phủ rằng lượng dầu thô dự trữ trên toàn cầu đã trở nên cạn kiệt và chỉ sau 10 – 15 năm nữa thì sẽ hết sạch. Nguồn thông tin này đã gây ra một cuộc khủng hoảng trầm trọng và có thể phá hủy toàn bộ thế giới, khiến cho các cường quốc lao vào hàng trăm cuộc chiến tranh đẫm máu giữa đôi bên chỉ để giành giật mỏ dầu mà kẻ tiên phong đầu tiên là Mỹ.
Tháng 10 năm 2001, nước Mỹ ra tuyên bố mang tính chất mị dân kêu gọi toàn thể các quốc gia trên thế giới nên tập trung mọi nguồn dầu hiện có về một mối, đặt dưới sự kiểm soát của Mỹ nhằm mục tiêu đưa nhân loại thoát khỏi cuộc khủng hoảng dầu với mức thiệt hại ít nhất. Các nước xuất khẩu dầu mỏ OPEC lập tức từ chối đề nghị này và tuyên bố nếu Mỹ thực thi chính sách nói trên thì họ sẽ tuyên bố thánh chiến, đồng thời tiến hành nâng cấp và triển khai quân đội một cách khẩn cấp bất chấp sự cảnh báo từ phía Mỹ. Thấy không thể dở chiêu bài ngoại giao được nữa, Mỹ cuối cùng phải bộc lộ bản chất của mình: ra lệnh xua quân chiếm giữ tất cả những mỏ dầu hiện có mà mục tiêu đầu tiên là các nước vùng Vịnh đứng đầu là Iraq. Mọi mối bang giao đều bị hủy bỏ. Cuối năm 2001, người lính NATO đầu tiên đã có mặt tại vùng Vịnh,tất cả dưới sự chỉ huy của tướng Bruce O'Neal.
Phía Irac đã cho lực lượng của mình tấn công quân Mĩ trước, khiến quân Mĩ bị tổn thất nặng nề và phải phản công lại một cách nhanh chóng bằng toàn bộ sức mạnh của mình và đồng minh.
Về phía Nga, nước này luôn kêu gọi đôi bên nên giữ thái độ trung lập nhưng đều vô hiệu, đã quyết định thành lập một liên minh chung mà mình là chủ đạo,do tướng Mikhail Dierobinchir huy, đồng loạt triển khai lực lượng hùng hậu nhằm đảm bảo sự ổn định chung trong khu vực đồng thời canh chừng những mỏ dầu mà Mỹ và Iraq đang có ý định xâm chiếm. Kể từ đây, thế chân vạc giữa ba phe chính thức hình thành và thường xuyên lao vào các cuộc xung đột lẫn nhau nhằm chiếm đoạt và bảo vệ nguồn tài nguyên khan hiếm quý giá này.

## Cách chơi
Game có tất cả ba phe chính để người chơi chọn lựa gồm Mỹ, Nga và Iraq. Mỗi phe đều có chủng loại quân, kỹ năng, chiến thuật tương ứng cùng nguồn lực quân sự khác nhau. Ví dụ như lính phe Iraq tất cả đều có một khả năng ngụy trang, cho phép họ vẫn không bị phát hiện trong tầm ngắm của radar;Nga có sức mạnh về thiết giáp hoặc khả năng phối hợp giữa Ka-29 TB assault và BM-21, vũ khí hóa học;Mĩ có sức mạnh về tên lửa và vũ khí hạt nhân và phương tiện được nâng cấp để trở nên mạnh hơn như Hummve lúc đầu sử dụng M-60 sau thành M-29 rồi cuối cùng là hệ thống tên lửa FIM. Game có nhiều chiến dịch tuyến tính kéo dài trên cả ba cường quốc quân sự, mỗi bên thường từ 5-10 nhiệm vụ.Người chơi bắt đầu với các chiến dịch của Mỹ,rồi đến Nga và Irac. Một trong những khía cạnh độc đáo trong phần chiến dịch của phe Nga là sự hiện diện của một nhà chính có khả năng tồn tại xuyên suốt chiến dịch, cho phép người chơi vận chuyển quân đội trở lại nhà chính sau khi kết thúc nhiệm vụ.Mỗi nước còn có một vài phần chơi hướng dẫn giúp người chơi hiểu được cách chơi,các lực lượng,chiến thuật. Ngoài ra còn có phần chơi Skirmish (giao tranh) cho phép người chơi chống lại một đối thủ máy hoặc với người chơi khác thông qua trang War.net, có thể chơi trên Battle.net của hãng Blizzard Entertainment.
Trong hầu hết các trận chiến của game, người chơi bắt đầu với một đơn vị quân cơ bản chia thành ba loại: có vũ trang,trực thăng và phương tiện không vũ trang có nhiệm vụ xây dựng, sửa chữa và chuyên chở và mua các trục bơm dầu tự động chuyển vào nguồn tiền để sử dụng.Để các tòa nhà hoạt động được cần có các nhà máy điện. Hệ thống triển khai quân thông qua một bãi đáp hoặc một sân bay mở ra được sử dụng để triển khai các đơn vị nâng cao hơn. Tất cả các đơn vị quân trong trò chơi đều có riêng một kho đạn dược khi cạn kiệt. Nhằm duy trì việc cung cấp đầy đủ đạn dược cho các đơn vị quân, buộc người chơi phải xây dựng một kho cung cấp riêng và phải tránh cho nó bị tấn công vì đây là nơi chứa toàn bộ đạn dược, vũ khí nên nếu nó bị tấn công nó sẽ nổ phá hủy toàn bộ những thứ ở gần. Đạn dược được phân phối thông qua máy bay trực thăng UH-60 Black Hawk,Mil Mi-8,Mil Mi-6 và lưu chuyển trong các kho cung cấp.Game có nhiều tính năng độc đáo khác cho mỗi phe như lệnh thực hiện các cuộc không kích, oanh tạc, pháo kích, yểm trợ, hầm ngầm, v.v.

## Đón nhận
Gamespot trao cho Black Gold 8,4 trên 10 điểm, ca ngợi AI (đặc biệt là trong phần chơi "Skirmish"), sự kết hợp của việc thiết kế màn chơi trong môi trường đậm chất 3D và điều khiển camera linh hoạt. Tuy nhiên, cuốn hướng dẫn sử dụng của game bị chỉ trích vì không có đầy đủ thông tin về các đơn vị khác nhau và giao diện trò chơi. IGN đánh giá Black Gold tầm 6.2 ("tàm tạm"). Mike Murphy nhận xét về việc sử dụng "vô lý" của các đơn vị quân sự, với vũ khí và chiến lược của game không phù hợp với thế giới thực của họ vì lợi ích của sự cân bằng lối chơi. Anh cũng chỉ trích phần tìm đường của AI, nhưng không dựa vào mảng đồ họa và âm thanh của game được cho là "tốt".